# Степ-Чумиш
Степ-Чуми́ш (рос. Степь-Чумыш) — село у складі Цілинного району Алтайського краю, Росія. Входить до складу Степно-Чумиської сільської ради.

## Населення
Населення — 154 особи (2010; 206 у 2002).
Національний склад (станом на 2002 рік):
- росіяни — 94 %